# Didelphis albiventris
Didelphis albiventris es una especie de marsupial didelfimorfo, de la familia Didelphidae, ampliamente distribuida a lo largo de toda Sudamérica, desde el noreste de Brasil hasta la provincia patagónica de Río Negro en el centro-sur de Argentina.

## Etimología
El epíteto específico albiventris, hace referencia a su "vientre blanco", del latín albus: blanco, y venter, ventris: vientre.

## Nombres comunes
El nombre neutral que se le otorga en el idioma español a estos animales es el de zarigüeya, el cual proviene del tupí "sari´wé".
En Argentina, Paraguay y Uruguay se la llama comadreja overa, comadreja mora, comadreja picaza, comadreja común o simplemente comadreja. Nótese que este nombre puede prestarse a confusiones, ya que a diferencia de las auténticas comadrejas (que son mamíferos placentarios de la familia de los mustélidos), ésta es un marsupial (de la familia de los canguros y koalas de Australia) y como tal, lleva a sus crías dentro de una bolsa que tiene en el vientre.
- En Bolivia se la llama jarachupa o carachupa.
- En Brasil también recibe varios nombres a lo largo del país,[5] aunque el nombre neutral es gambá (proviene de las lenguas tupí-guaraní, donde significa "tetas huecas", en referencia a la bolsa del animal provista de ubres, donde sus crías crecen y se alimentan de leche[cita requerida]). En la Región Nordeste se la nombra como timbu o cassaco; en la Amazonia y la Región Sur es llamada mucura (proveniente del tupí "muku´ra"[cita requerida]); en Bahía recibe nombres como sarigué, sariguê, saruê o sarigueia; en Mato Grosso como micurê o raposa (del español antiguo "rabosa rabo"); y en el Estado de Paraná como taibu, saurê, tacaca o ticaca (estas dos últimas del tupí "mba´é taka" que significa "cosa ruidosa"[cita requerida]).
- En Argentina y Uruguay se la suele llamar "comadreja", aunque científicamente no es una comadreja propiamente dicha sino un marsupial. Los mapuches la llamaban cuya, los guaraníes mykurẽ, y  los mocovíes la llamaban alolec, por lo que se puede oír a alguna persona de ciertas regiones del país llamarles así.
- En Paraguay también es conocida como mykurẽ traducido del guaraní como zarigüeya.
- En Estados Unidos como white-eared opossum.

## Anatomía

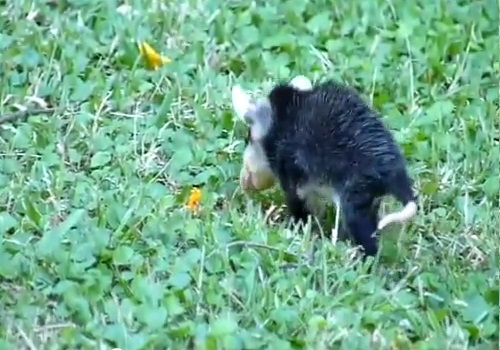
Zarigüeya bebé. Nótese el gran tamaño de su cabeza en proporción al resto de su cuerpo.

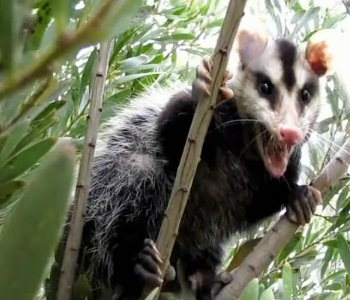
Ejemplar adulto, se pueden apreciar sus robustas extremidades, con manos con pulgares oponibles.

Esta especie tiene un tamaño mediano, comparativamente al de un gato doméstico, aunque presenta cierto dimorfismo sexual: los machos suelen medir entre 45 y 70 cm de longitud, mientras que las hembras suelen medir un poco menos: entre 41 y 60 cm de longitud. Poseen una cola que mide entre 40 y 65 cm. El peso en los adultos varía entre los 500 grs y los 2 kgs. Su apariencia general, y tal vez en un rápido vistazo, recuerda a un cerdo pequeño, un zorro o un gran raton (motivo por el cual es equivocadamente perseguida).
La cabeza es chata y se extiende hacia adelante con un hocico largo y puntiagudo similar al de un zorro. En él se despliegan vibrisas y largos bigotes, muy sensibles al tacto. En la punta se encuentra una nariz desnuda de color rosado, que junto al hocico y ciertas posturas del animal, recuerda a los cerdos. La cabeza y las orejas son de color blanco y generalmente tienen una base color negro, además, sobre ella, y extendiéndose verticalmente entre el medio de sus ojos y hasta la nuca, posee una tercera franja de color negro. Sus orejas, redondas y grandes, provoca que sea una de las causas por las cuales se la confunde con ratas y otros roedores, siendo perseguida por ese motivo, desconociendo que es un marsupial. Sus ojos son pequeños y oscuros, adaptados más a la visión nocturna que a la diurna, se encuentran rodeados por un antifaz de color negro que les dá un aspecto un tanto agresivo. A esta apariencia se le suma el hecho de poseer dientes puntiagudos y filosos, entre los que resaltan dos colmillos puntiagudos que sobresalen a su dentadura.
El cuerpo de Didelphis albiventris está cubierto de una capa superior de pelo que es más largo e irregular, y bajo éste, una capa inferior que es más corta y densa. El color del pelaje varía considerablemente debido a la amplia distribución de la especie. Las que se encuentran en las zonas tropicales y cálidas tienen un color más rojizo o pardo, mientras que las que se encuentran más al sur tienen un color gris o negro, y un pelaje más espeso y frondoso, perfectamente adaptado para los duros inviernos de Argentina y Uruguay. Sin embargo, su aspecto general es que poseen poco pelo. Las partes ventrales e inferiores de su cuerpo son de color claro (blanco, crema o gris claro).
Las extremidades son robustas y de color negro o rojizo, y presentan la particularidad de que poseen manos desnudas con 5 dedos, con pulgar oponible incluido en las 4 extremidades. Esto da lugar a que Didelphis albiventris  sea uno de los pocos animales fuera de la familia de los primates que poseen manos con pulgares oponibles. La anatomía de las extremidades, sumadas a las manos, hacen que esté bien adaptada a la vida arborícola, permitiéndole trepar con suma facilidad árboles, afirmando la comparación con los primates, ocurriendo aquí, un caso de convergencia evolutiva. Las manos son rosadas con dedos con pequeñas uñas, las cuales crecen desde muy pequeña edad ya que cuando son crías les permiten mantenerse aferradas a su madre.[cita requerida]
La cola es larga y desnuda, otra de las causas por las que se la confunde con los roedores. Igualmente, es una cola prensil adaptada a una vida arborícola, permitiéndole mantener su equilibrio cuando camina sobre troncos, aferrarse a ramas, o agarrar pequeños objetos. Esto dá lugar a comparaciones, más con los primates, que con los roedores. La base de la cola es de pelaje espeso y con el mismo color que el del cuerpo, va teniendo progresivamente menos pelo y espesor hasta llegar más o menos a la mitad, donde se vuelve desnuda y cubierta por un elemento duro similar a las escamas. De allí en más es de color rosado (también puede ser blanco o gris). La punta de la cola suele llevarla curva.[cita requerida]
Tienen en total 50 dientes, dispuestos en la siguiente fórmula: 5/4 (incisivos), 1/1 (caninos), 3/3 (premolares), 4/4 (molares). Los caninos (colmillos) son largos, adaptados para el consumo de carne, mientras que los molares (de forma tricúspide) están preparados para triturar frutas y materia vegetal.[cita requerida]
Ya desde que es un embrión la forma de su cabeza y de sus extremidades están en un desarrollo muy avanzado a comparación de otros mamíferos, esto se debe a que necesita arrastrarse hasta las ubres de la madre, y para ello debe tener formas anatómicas capaces.[cita requerida]
Las hembras tienen una bolsa en el vientre con ubres dentro de ella, el marsupio, allí sus crías luego de nacidas continúan su desarrollo, hasta ser suficientemente capaces para treparse al lomo de la madre.[cita requerida]
Otra herencia de los marsupiales es que las hembras tienen 3 vaginas, la del medio es por donde nacen los bebés y donde finaliza el aparato urinario y digestivo, mientras que las otras 2 laterales son las que actúan en la fecundación y llevan a diferentes cámaras del útero (aunque todas las crías finalmente nacen por la vagina del medio). Los machos tienen un pene bifurcado, cuyos dos glandes entran en las dos vaginas de la hembra durante el acto sexual, y otra cavidad que al igual que la vagina central de la hembra, finaliza el sistema digestivo y urinario.

## Distribución

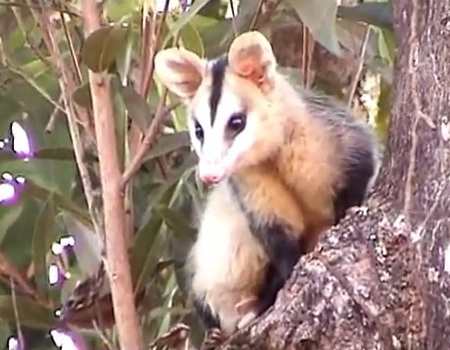
Las poblaciones de regiones más cálidas o tropicales tienen un pelaje un tanto más rojizo.

Habita solo en América del Sur. Su distribución comprende desde la costa atlántica de la Región Nordeste de Brasil, y hacia el sur (sin adentrarse en la cordillera de los Andes) hasta la latitud 41° en la provincia patagónica de Río Negro en el centro-sur de la Argentina, y todo lo que hay entre ellas, incluyendo: el este de Bolivia, la totalidad de Paraguay, la totalidad de Uruguay, toda la costa atlántica desde la Provincia de Río Negro en Argentina hasta el estado de Ceará en Brasil, la región pampeana, la región chaqueña, los esteros del Iberá, el pantanal y las caatingas, entre otros ecosistemas.

## Hábitat
Este marsupial presenta habilidades bien desarrolladas para la supervivencia, las cuales le han permitido sobrevivir a la competencia impuesta por el Gran Intercambio Americano, y adaptarse a los más variados ecosistemas de Sudamérica. Es así que Didelphis albiventris habita en llanura, selva, montes, sabanas, esteros, bosques, lagunas, pantanales, y alturas de hasta 4000 m s. n. m. Con esto, puede afirmarse que es el marsupial con mayor distribución geográfica en el mundo.
Además es común verla incursionando en áreas de cultivo y zonas urbanas. Es por esto que ha sido cazada y perseguida por el hombre, que teme el ingreso del marsupial en los corrales de gallinas, aunque por el momento la especie no se encuentra amenazada de peligro de extinción.[cita requerida]
Para descansar sus lugares preferidos son los arbustos, huecos en los árboles, troncos caídos, nidos de aves, pequeñas cuevas entre las rocas, madrigueras de otros mamíferos, y en general espacios cerrados y oscuros como depósitos de basura.[cita requerida]

## Comportamiento

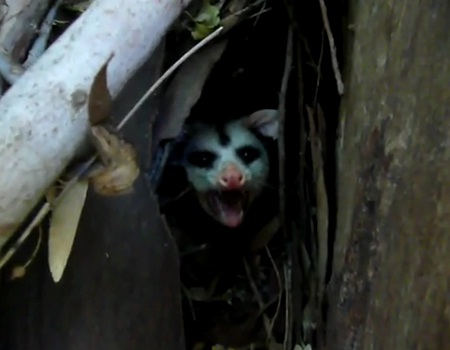
Si se siente en peligro, abre la boca mostrando los dientes y gruñe. En esta foto, lo hace mientras está refugiada dentro de un árbol.

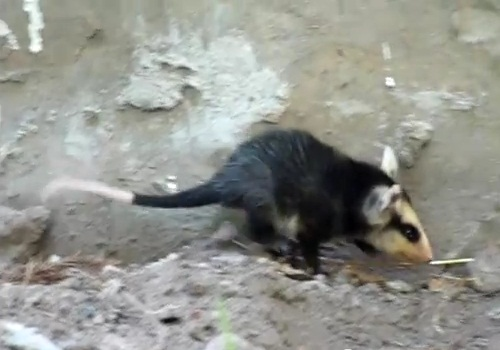
Al nacer con extremidades bien desarrolladas, ya desde temprana edad adquiere una gran movilidad pudiendo caminar, nadar y trepar.

Es de hábitos solitarios, excepto en la época de reproducción. Mantiene su refugio durante un corto período de tiempo, ya que es un animal nómada y se irá a otro lugar para conseguir más fuentes de alimento.
Prefiere salir de noche, aunque no es raro encontrarla a plena luz del día. Sale de su abrigo o refugio para alimentarse de las más variadas fuentes de alimento ya que es omnívora. Sin embargo también tiene depredadores, y al ser un animal de movimientos poco ágiles y lentos (excepto cuando trepa árboles), tiene pocos recursos de defensa.
Si se encuentra amenazada o con miedo, o si han entrado en su territorio, abre la boca mostrando los dientes y emitiendo un gruñido fuerte similar al ruido de una motosierra. Si el peligro se vuelve más fuerte, al igual que otras zarigüeyas "se hace la muerta" y entra en un estado inconsciente, con la boca abierta, su corazón aminorado y un líquido de olor desagradable emitiéndose de su cuerpo (tanatosis). Puede quedarse horas en este estado, luego del cual recupera la conciencia y escapa a salvo de la amenaza que ya se habría ido varias horas antes. Este recurso lo aprende bien desde temprana edad.
Tiene hábitos sorprendentemente higiénicos. Se lame repetidas veces las extremidades para limpiarse, y también se lava la cara con ayuda de sus manos.
Puede nadar y desde temprana edad las crías son capaces de hacerlo.
Con frecuencia se la puede ver, cruzando carreteras, donde es atropellada por los vehículos, debido a que las cruza sin premura. Los ejemplares muertos atraen a sus semejantes que toman la misma acción para comer su carroña, convirtiéndose en un círculo vicioso.[cita requerida]

## Dieta
Didelphis albiventris es omnívora, y parte de su éxito en la supervivencia se debe a la flexibilidad y oportunismo en su dieta. Se alimenta de carne en general: aves, pequeños mamíferos, sapos, lagartijas, insectos varios, cucarachas, alacranes y gusanos. También consume frutas, entre ellas: banana, uva, frutilla, maracuyá, clementina y manzana. No es raro que el marsupial se alcoholice ante el consumo de frutos silvestres fermentados. Los huevos también son parte de su dieta, y es una de las razones por las que el hombre persigue a la especie ante el temor de que entre a los corrales. Además es carroñera, y es capaz de comer la carne de otras zarigüeyas que han muerto atropelladas. Por último,  a menudo incursiona en zonas urbanas, de donde obtiene variadas fuentes de alimento provistas por el hábitat humano como los desechos de comida (tachos de basura) y el alimento para mascotas (comida para gatogatos). Ocasionalmente, pueden comer serpientes.[cita requerida]

## Predadores
Los principales predadores de D. albiventris son: el hombre y el perro, el puma, el yacaré, el águila harpía, el gato montés de Sudamérica, el zorro pampeano, el yaguareté, la piraña, el perro de la selva, el tigrillo, entre otros.
Una cualidad poco conocida por este marsupial, es que presenta una importante inmunidad a la mordedura de algunas serpientes como yarará y posiblemente coral.

## Reproducción

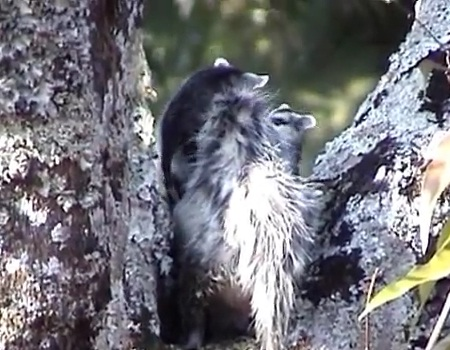
Dos zarigüeyas bebés trepadas al lomo de la madre.

Este marsupial puede reproducirse 3 veces al año. Comienza su actividad reproductora en diciembre o enero, abril o mayo, y agosto o septiembre.[cita requerida]
Las hembras buscan pareja emitiendo un olor, cuando la consiguen e inician su fecundación, construyen una madriguera (preferentemente en el hueco de un árbol) con hojas secas y ramas.[cita requerida]
Cada gestación dura alrededor de 14 días, y, al ser un marsupial, trae alrededor de 4 "embriones" en lugar de crías desarrolladas, midiendo cada uno cerca de 1 cm de longitud. A diferencia de otras especies de "zarigüeya", esta no da a luz a una gran cantidad de 10 o 15 crías sino solamente 4. Estas deben arrastrarse hasta las ubres de la madre, pegan su boca a ellas y permanecen en esa posición hasta estar suficientemente desarrollados como para salir. Esto ocurre alrededor de 6 semanas después, donde las crías, ya más grandes, se salen de la bolsa amontonadas y trepan hacia el lomo de la madre, de donde se aferran con sus uñas, razón por la cual es común ver a las madres con un montón de crías amontonadas encima de ella. El aferramiento de las crías puede arrancarle pelos a la madre, por lo que puede saberse si una hembra ha tenido crías últimamente. Si la cría no se cae del lomo y puede terminar su desarrollo junto a la madre, se irá por su propia cuenta a los 6 meses de edad (es decir, 4 meses después de salir del marsupio), y llegará a la madurez sexual a los 10 meses de edad (si es hembra) o al año (si es macho).[cita requerida]

## Relación con el ser humano

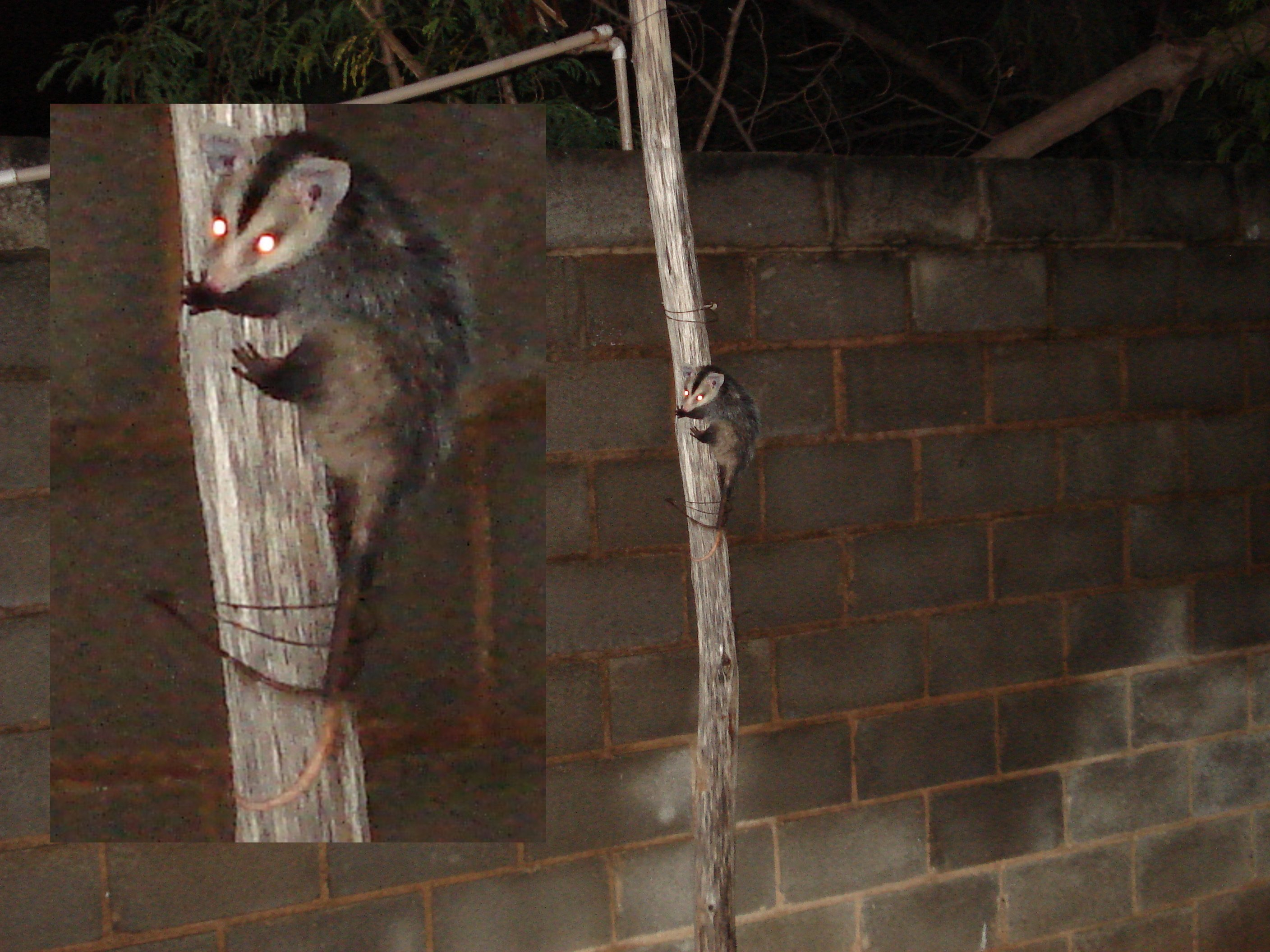
Perseguida por comerse gallinas y huevos en áreas rurales, apareciendo a menudo en áreas suburbanas como se puede ver en esta foto, temida por creerla portadora de enfermedades, su relación con ser humano suele ser conflictiva.

Aunque a menudo se la confunde por su apariencia física con los roedores (de los que no guarda relación cercana pues ellos son placentarios mientras que esta especie es un marsupial) y esta es una de las razones por las que se la teme como potencial proveedora de rabia, la temperatura corporal de la zarigüeya (al igual que la de otros marsupiales) es demasiado baja (alrededor de 32 °C) para el cultivo de la enfermedad, efectivamente convirtiéndola en resistente. En adición este marsupial presenta un alto nivel de linfocitos en el cuerpo, lo que hace que tenga muy buenas defensas contra los diversos antígenos. Además es inmune a la leptospirosis. Los ambientalistas recalcan que esta especie es fundamental para el equilibrio ecológico de los ecosistemas, controlando las poblaciones de los animales que son sus presas, y también que es una gran consumidora de ratas, cucarachas y otras plagas causantes de enfermedades, por lo que puede ser utilizada como un aliado natural del ser humano en la lucha contra las pestes.
Entre el ser humano y la zarigüeya la relación históricamente ha sido mixta; los pueblos nativos de Sudamérica como los guaraníes, tupís, charrúas y wichís solían consumir la carne de zarigüeya y aún permanecen recetas culinarias sobre este marsupial en Argentina y Brasil como parte de la cocina tradicional de estos países. El animal era parte de las creencias y leyendas de estos pueblos, una de ellas decía que por las noches el animal salía a beber la sangre de las aves y entraba en embriaguez, y al amanecer volvía a su madriguera con resaca. Luego con la llegada de los españoles, al igual que con otros animales como el aguará guazú y el yaguareté, la especie pasó a ser combatida y en las áreas rurales aún es generalmente considerada como "enemiga". Durante un tiempo se usó su piel para confeccionar tapados pero con la llegada del siglo XX esta práctica cayó en desuso ante la estimación cada vez más alta de las pieles de otros mamíferos. Finalmente, pese a los prejuicios y a ser malentendida, la especie también ha sido reconocida popularmente, la zarigüeya Didelphis albiventris es por ejemplo la mascota del Clube Náutico Capibaribe en Brasil.[cita requerida]

## Cautiverio
A menudo se las han criado y domesticado para luchar contra las cucarachas y ratas. En cautiverio viven hasta 4 años.[cita requerida]